# Петровани
Петровани (словац. Petrovany) — село в окрузі Пряшів Пряшівського краю Словаччини. Площа села 17,39 км². Станом на 31 грудня 2016 року в селі проживало 1973 жителі.
Протікає річка Ториса.

## Історія
Перші згадки про село датуються 1304 роком.

## Населення
| Рік:            | 1994. | 2004.    | 2014.   | 2024.   |
| --------------- | ----- | -------- | ------- | ------- |
| Кількість осіб: | 1617  | 1794     | 1858    | 2036    |
| Різниця:        |       | +10,94 % | +3,56 % | +9,58 % |

| Рік:            | 2023. | 2024.   |
| --------------- | ----- | ------- |
| Кількість осіб: | 2014  | 2036    |
| Різниця:        |       | +1,09 % |